# Giuliana di Sassonia-Coburgo-Gotha
Giuliana di Sassonia-Coburgo-Saafeld (nome completo Giuliana Enrichetta Ulrica di Sassonia-Coburgo-Saafeld) (Coburgo, 23 settembre 1781 – Elfenau, 15 agosto 1860) fu un membro del casato dei Wettin: nata principessa di Sassonia-Coburgo-Saalfeld divenne, per matrimonio, granduchessa di Russia, con il nome di Anna Fëdorovna.

## Biografia

### Infanzia

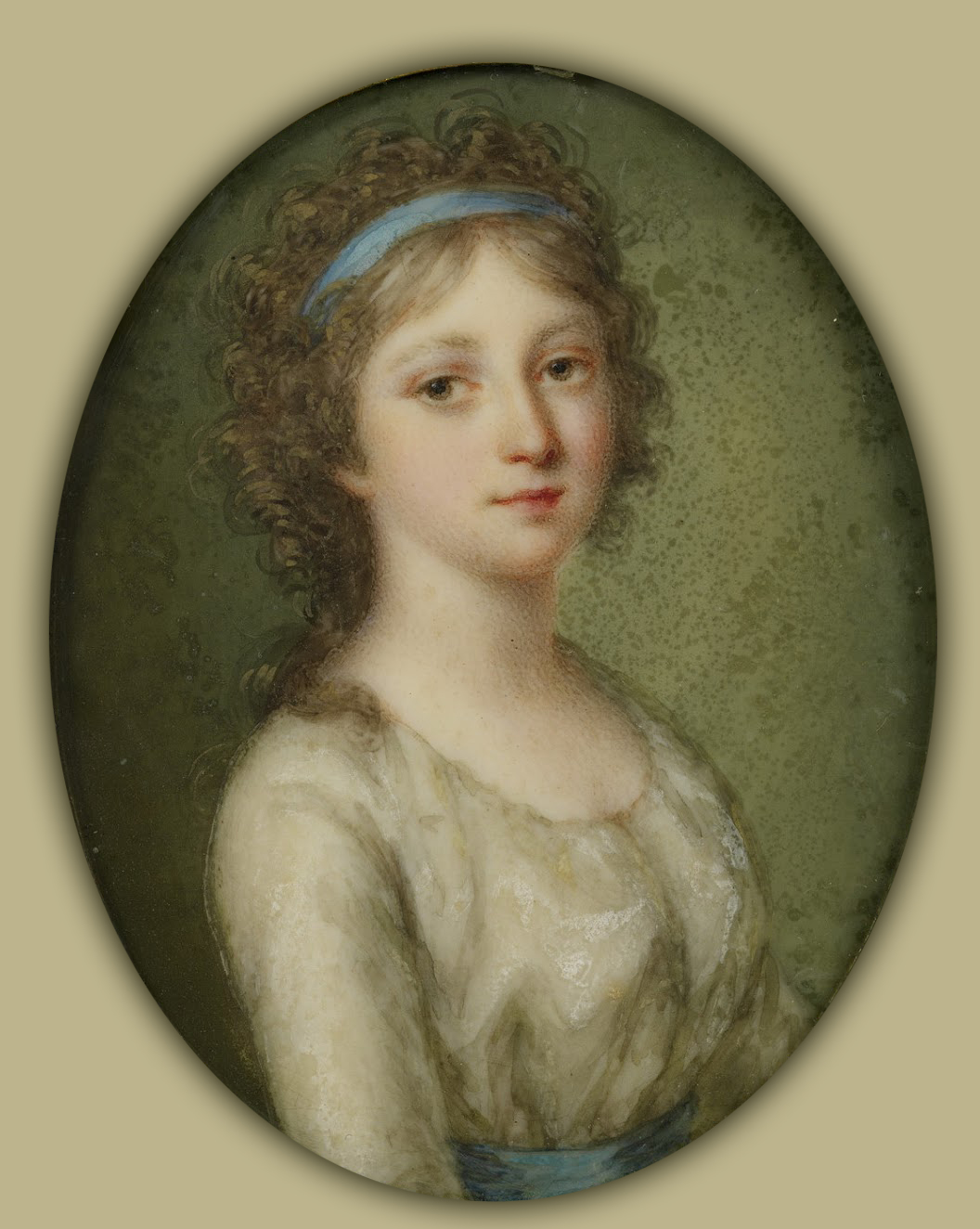
Giuliana da ragazza in una miniatura del XVIII secolo

Giuliana era la terza dei dieci figli del duca Francesco Federico di Sassonia-Coburgo-Saalfeld (1750-1806), e della sua seconda moglie la principessa Augusta di Reuss-Ebersdorf (1757-1831).
Fu sorella maggiore del re Leopoldo I del Belgio e zia sia della regina Vittoria del Regno Unito che del marito di lei, il principe consorte Alberto di Sassonia-Coburgo-Gotha.

### Matrimonio

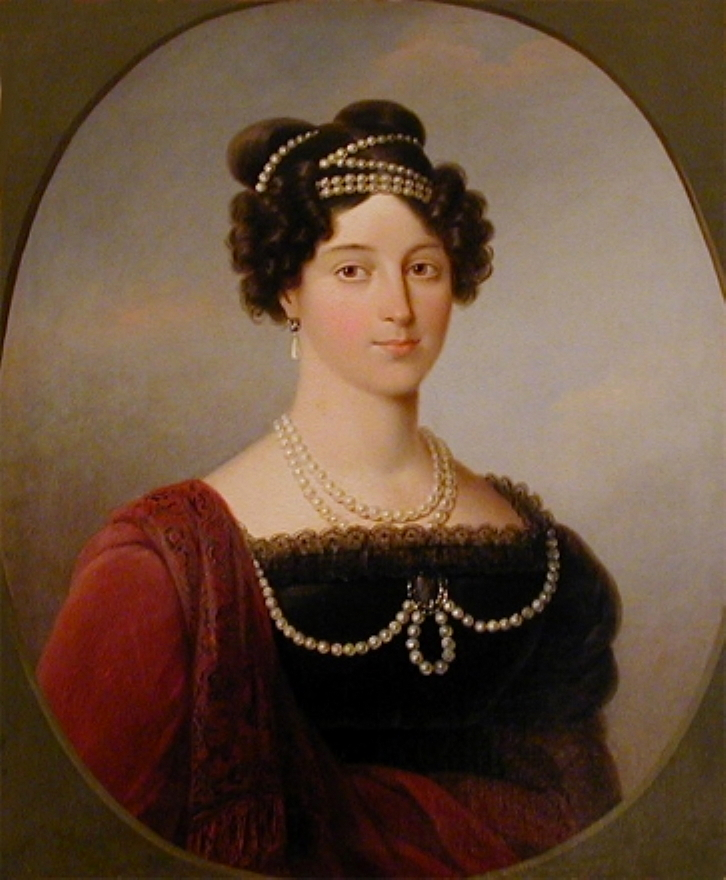
Ritratto della granduchessa Anna Fedrovna di Jean Benner

L'imperatrice Caterina II di Russia scelse Giuliana come sposa per suo nipote Costantino (1779-1831), figlio secondogenito di Paolo I e di Maria Fëdorovna. Il matrimonio si celebrò a San Pietroburgo il 26 febbraio del 1796 e Giuliana, che venne battezzata nella fede ortodossa, mutò, secondo l'usanza, il suo nome in quello di Anna Fëdorovna.
L'unione non fu felice e Anna nel 1799 fece ritorno a Coburgo. Poco dopo rientrò in Russia per un tentativo di riconciliazione con il marito, tentativo che fallì, tanto che nel 1801 venne rimandata nel suo paese natale in via definitiva.

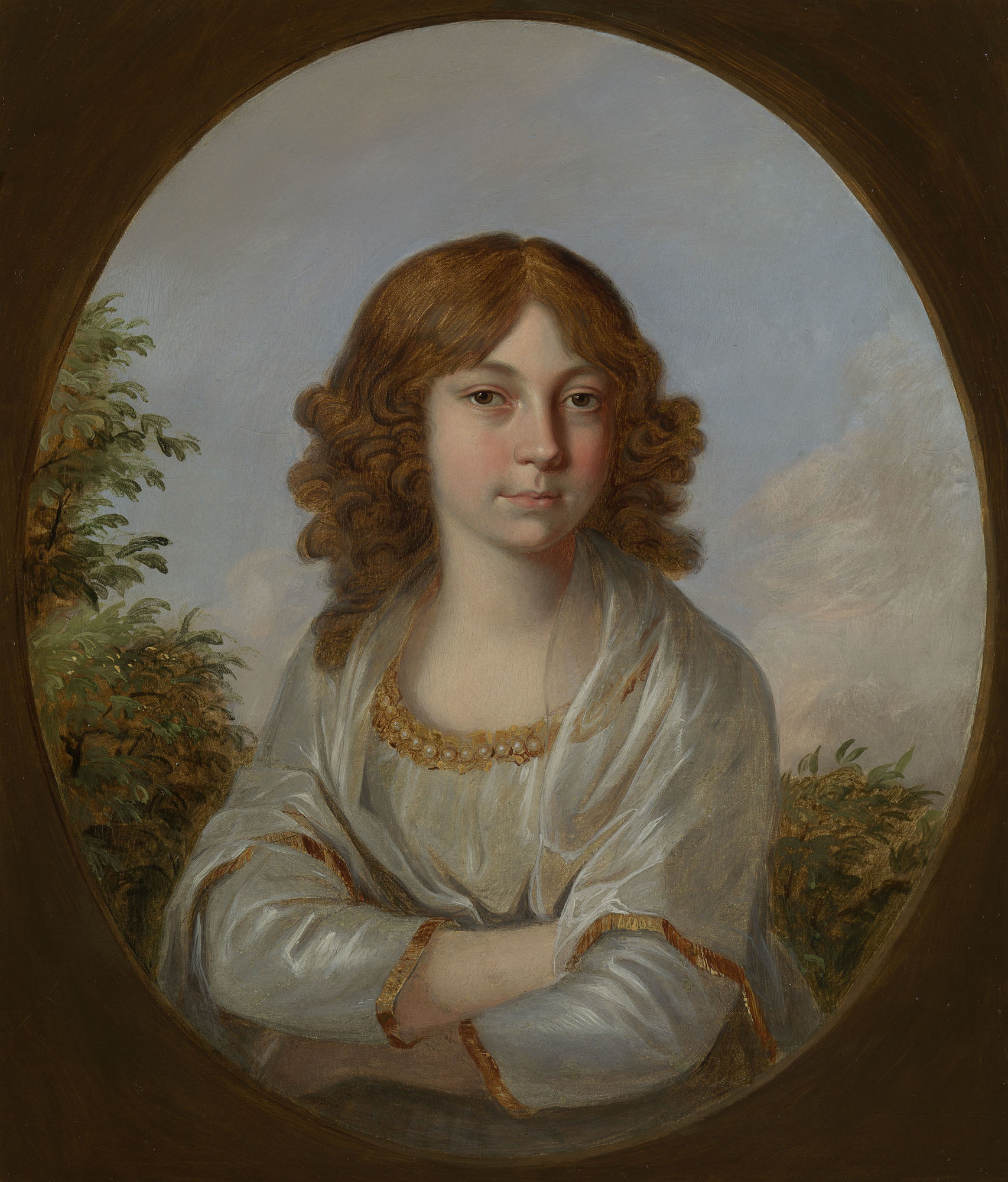
Giuliana in una stampa d'epoca

Il 28 ottobre del 1808 Giuliana diede alla luce un figlio illegittimo, che venne chiamato Edoardo Edgar Schmidt-Löwe. Il padre del bambino forse era Jules Emile de Seigneux Gabriel, un nobile francese. Edoardo fu nominato nobile dallo zio Ernesto I di Sassonia-Coburgo-Gotha con un decreto datato 10 gennaio 1818, e assunse il nome di "von Löwenfelds".
Poco dopo la nascita del figlio Giuliana si trasferì nella città di Berna dove, nel 1812 diede alla luce una figlia, chiamata Hilda Luisa Agnese d'Aubert. Suo padre fu probabilmente Rodolphe Schiferli de Abraham.

Elfenau

Nel 1814 il marito Costantino trattò per fare ritornare Giuliana da lui, ma lei si oppose fermamente a tale progetto. Nello stesso anno Giuliana acquistò una villa presso il fiume Aar che chiamò Elfenau e passò li il resto della sua vita.

### Ultimi anni e morte

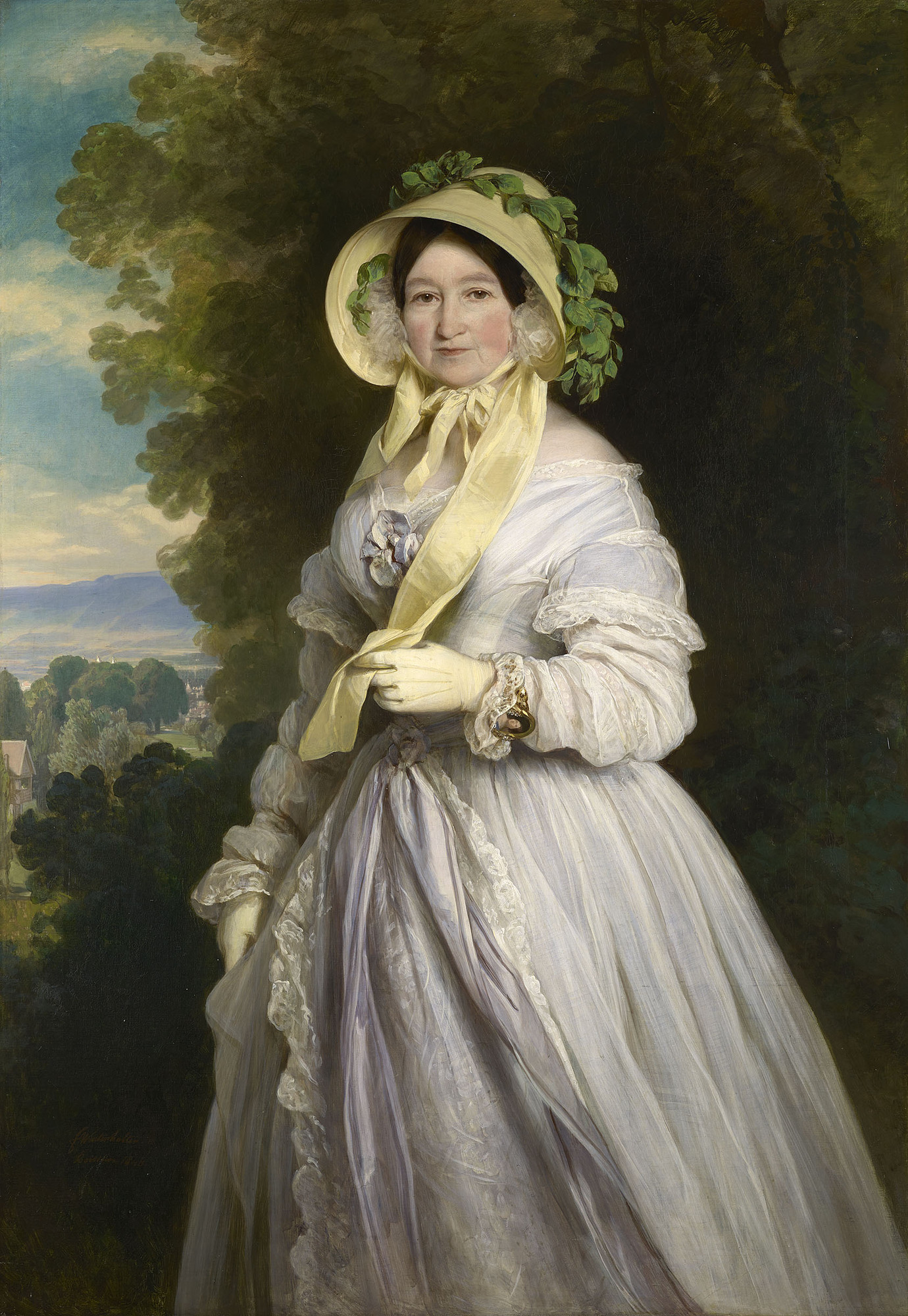
Giuliana di Sassonia-Coburgo-Gotha ritratta in tarda età da Franz Xaver Winterhalter.

Il 20 marzo del 1820, dopo diciannove anni di separazione, il suo matrimonio con il granduca Costantino fu ufficialmente annullato. Egli contrasse un secondo matrimonio due mesi dopo e morì il 27 giugno del 1831. Giuliana gli sopravvisse ventinove anni.
Il figlio Edoardo sposò la cugina Bertha Von Schauenstein, figlia illegittima del duca Ernesto I, ed ebbero una numerosa discendenza. La figlia Luisa si sposò con Jean Edouard Samuel Dapples nel 1834 e morì tre anni più tardi.

## Ascendenza
|                                                 |                                 |                                             | Genitori                                      |  |  | Nonni |  |  | Bisnonni                                      |  |  | Trisnonni                                     |  |
|                                                 |                                 |                                             |                                               |  |  |       |  |  | Francesco Giosea di Sassonia-Coburgo-Saalfeld |  |  | Giovanni Ernesto di Sassonia-Coburgo-Saalfeld |  |
|                                                 |                                 |                                             |                                               |  |  |       |  |  | Francesco Giosea di Sassonia-Coburgo-Saalfeld |  |  | Giovanni Ernesto di Sassonia-Coburgo-Saalfeld |  |
|                                                 |                                 | Carlotta Giovanna di Waldeck-Wildungen      |                                               |  |  |       |  |  | Francesco Giosea di Sassonia-Coburgo-Saalfeld |  |  |                                               |  |
| Ernesto Federico di Sassonia-Coburgo-Saalfeld   |                                 |                                             |                                               |  |  |       |  |  | Francesco Giosea di Sassonia-Coburgo-Saalfeld |  |  |                                               |  |
|                                                 |                                 | Anna Sofia di Schwarzburg-Rudolstadt        | Luigi Federico I di Schwarzburg-Rudolstadt    |  |  |       |  |  |                                               |  |  |                                               |  |
|                                                 |                                 | Anna Sofia di Schwarzburg-Rudolstadt        | Luigi Federico I di Schwarzburg-Rudolstadt    |  |  |       |  |  |                                               |  |  |                                               |  |
|                                                 |                                 | Anna Sofia di Schwarzburg-Rudolstadt        | Anna Sofia di Sassonia-Gotha-Altenburg        |  |  |       |  |  |                                               |  |  |                                               |  |
| Francesco Federico di Sassonia-Coburgo-Saalfeld |                                 | Anna Sofia di Schwarzburg-Rudolstadt        |                                               |  |  |       |  |  |                                               |  |  |                                               |  |
|                                                 |                                 | Ferdinando Alberto II di Brunswick-Lüneburg | Ferdinando Alberto I di Brunswick-Lüneburg    |  |  |       |  |  |                                               |  |  |                                               |  |
|                                                 |                                 | Ferdinando Alberto II di Brunswick-Lüneburg | Ferdinando Alberto I di Brunswick-Lüneburg    |  |  |       |  |  |                                               |  |  |                                               |  |
|                                                 |                                 | Ferdinando Alberto II di Brunswick-Lüneburg | Cristina d'Assia-Eschwege                     |  |  |       |  |  |                                               |  |  |                                               |  |
| Sofia Antonia di Brunswick-Wolfenbüttel         |                                 | Ferdinando Alberto II di Brunswick-Lüneburg |                                               |  |  |       |  |  |                                               |  |  |                                               |  |
|                                                 |                                 | Antonietta Amalia di Brunswick-Wolfenbüttel | Luigi Rodolfo di Brunswick-Lüneburg           |  |  |       |  |  |                                               |  |  |                                               |  |
|                                                 |                                 | Antonietta Amalia di Brunswick-Wolfenbüttel | Luigi Rodolfo di Brunswick-Lüneburg           |  |  |       |  |  |                                               |  |  |                                               |  |
|                                                 |                                 | Antonietta Amalia di Brunswick-Wolfenbüttel | Cristina Luisa di Oettingen-Oettingen         |  |  |       |  |  |                                               |  |  |                                               |  |
| Giuliana di Sassonia-Coburgo-Saalfeld           |                                 | Antonietta Amalia di Brunswick-Wolfenbüttel |                                               |  |  |       |  |  |                                               |  |  |                                               |  |
|                                                 | Enrico XXIII di Reuss-Ebersdorf | Enrico X di Reuss-Lobenstein                |                                               |  |  |       |  |  |                                               |  |  |                                               |  |
|                                                 | Enrico XXIII di Reuss-Ebersdorf | Enrico X di Reuss-Lobenstein                |                                               |  |  |       |  |  |                                               |  |  |                                               |  |
|                                                 | Enrico XXIII di Reuss-Ebersdorf | Erdmuthe Benigna di Solms-Laubach           |                                               |  |  |       |  |  |                                               |  |  |                                               |  |
| Enrico XXIV di Reuss-Ebersdorf                  | Enrico XXIII di Reuss-Ebersdorf |                                             |                                               |  |  |       |  |  |                                               |  |  |                                               |  |
|                                                 |                                 | Sofia Teodora di Castell-Remlingen          | Wolfgang Dietrich di Castell-Castell          |  |  |       |  |  |                                               |  |  |                                               |  |
|                                                 |                                 | Sofia Teodora di Castell-Remlingen          | Wolfgang Dietrich di Castell-Castell          |  |  |       |  |  |                                               |  |  |                                               |  |
|                                                 |                                 | Sofia Teodora di Castell-Remlingen          | Dorotea Renata di Sinzendorf                  |  |  |       |  |  |                                               |  |  |                                               |  |
| Augusta di Reuss-Ebersdorf                      |                                 | Sofia Teodora di Castell-Remlingen          |                                               |  |  |       |  |  |                                               |  |  |                                               |  |
|                                                 |                                 | Giorgio Augusto di Erbach-Schönberg         | Giorgio Alberto II di Erbach-Fürstenau        |  |  |       |  |  |                                               |  |  |                                               |  |
|                                                 |                                 | Giorgio Augusto di Erbach-Schönberg         | Giorgio Alberto II di Erbach-Fürstenau        |  |  |       |  |  |                                               |  |  |                                               |  |
|                                                 |                                 | Giorgio Augusto di Erbach-Schönberg         | Anna Dorotea Cristina di Hohenlohe-Waldenburg |  |  |       |  |  |                                               |  |  |                                               |  |
| Carolina Ernestina di Erbach-Schönberg          |                                 | Giorgio Augusto di Erbach-Schönberg         |                                               |  |  |       |  |  |                                               |  |  |                                               |  |
|                                                 |                                 | Ferdinanda Enrichetta di Stolberg-Gedern    | Ludovico Cristiano di Stolberg-Gedern         |  |  |       |  |  |                                               |  |  |                                               |  |
|                                                 |                                 | Ferdinanda Enrichetta di Stolberg-Gedern    | Ludovico Cristiano di Stolberg-Gedern         |  |  |       |  |  |                                               |  |  |                                               |  |
|                                                 |                                 | Ferdinanda Enrichetta di Stolberg-Gedern    | Cristina di Meclemburgo-Güstrow               |  |  |       |  |  |                                               |  |  |                                               |  |
|                                                 |                                 | Ferdinanda Enrichetta di Stolberg-Gedern    |                                               |  |  |       |  |  |                                               |  |  |                                               |  |